# Heinz Hilpert
Pour les articles homonymes, voir Hilpert.
Heinz Hilpert est un acteur, metteur en scène de théâtre et réalisateur allemand, né le 1er mars 1890 à Berlin, mort le 25 novembre 1967 à Göttingen.

## Parcours
Heinz Hilpert commence sa carrière comme acteur et metteur en scène à Berlin, à la Volksbühne. De 1932 à 1934, il est à la tête de la Volksbühne, puis, de 1934 jusqu'à la fin de la guerre il est directeur du Deutsches Theater, le propriétaire de l'établissement, Max Reinhardt, ayant émigré après l'instauration du régime nazi.
Après la guerre, il dirige notamment le Deutsches Theater à Constance, puis, de 1950 à 1966, le Deutsches Theater de Göttingen.
Il est inhumé au Stadtfriedhof de Göttingen.

## Filmographie
Réalisateur
- 1931 : Drei Tage Liebe
- 1932 : L'Homme qui ne sait pas dire non (version française)
- 1933 : Ich will dich Liebe lehren (version allemande)
- 1934 : Liebe, Tod und Teufel (version allemande)
- 1935 : Le Diable en bouteille  (version française)
- 1935 : Lady Windermeres Fächer (L'Éventail de Lady Windermere)
- 1939 : La Peau de chagrin (Die unheimlichen Wünsche)
- 1948 : L'Homme à l'étoile changeante (Der Herr vom anderen Stern)

Acteur
- 1920 : Der Knabe Eros